# Wufl
Wufl (ros. ВУФл, винтовочный уменьшенный флегматизированный – karabinowy zmniejszony flegmatyzowany) – rodzaj prochu bezdymnego (nitrocelulozowego) grafityzowanego. Stosowany do radzieckiego naboju 7,62×39 mm wz. 43, a także w radzieckiej amunicji myśliwskiej 5,6×39 mm. Wykorzystywany w polskiej amunicji karabinowej kalibru 7,62×39 mm produkcji Mesko.